# Gascogne (Adelsgeschlecht)
Gascogne war eine Familie des südwestfranzösischen, gaskognischen, vielleicht auch baskischen Adels, die im 8. Jahrhundert Aquitanien, vor allem aber bis zum 11. Jahrhundert die Gascogne als Grafen oder Herzöge regierte, wobei (für die Gascogne) eine zusammenhängende Genealogie erst ab dem 9. Jahrhundert möglich ist.
Eine weiter in die Vergangenheit zurückreichende Zusammenstellung, aber auch die Verbindung zu den späteren Grafen von Bigorre und Vizegrafen von Béarn wird durch gefälschte Dokumente erschwert, wie zum Beispiel die Charta von Alaon, die trotz der nachgewiesenen Unechtheit immer noch in Gebrauch sind.

## Die Herzöge von Aquitanien
1. Eudo von Aquitanien, Herzog von Aquitanien, wohl 715/717[1] und wohl 725[2] bezeugt, † 735[3] bzw. † vor 736[4]
  1. Hunald, 735–745 Herzog von Aquitanien[5]; nach dem Tod Waifars 768 trat Hunoald wieder als Herzog auf, erhob sich gegen Karl den Großen, wurde geschlagen und von Herzog Lupus von Gascogne ausgeliefert, als die Franken drohten, in die Gascogne einzumarschieren[6]; ⚭ NN, † nach 768[7]
    1. Waifar, † 2. Juni 768, 745 Herzog von Aquitanien[8]
    2. Tochter, † nach 768[9]
    3. Tochter, † nach 768[10]

  2. Hatto[11]
  3. Remistanius, † hingerichtet 768[12]
  4. Tochter; ⚭ Munusa[13]

## Die Nachkommen Loups II. (1. Version)
Dieser Abschnitt stammt im ersten Teil wiederum aus der Charta von Alaon wie sie bei Medieval Genealogy wiedergegeben wird. In Klammern sind Daten angegeben, die aus echten Quellen stammen.
1. Loup († 775), Herzog, ("Wasconum dux Lupus" im Jahr 770 bei Einhard)[14]
  1. Adalric, Herzog von Gascogne, ("Chorso dux Tholosanus" wurde von "cuiusdam Wasconis, Adelerici" geschlagen, in: Vita Hludowici Imperatoris[15])
    1. Seguin (Jimeno) († nach 814/815), Herzog, (Einhard: die "Vascones" rebellierten 816 gegen "ducem suum … Sigiwinum"[16]; Ademar von Chabannes berichtet zum Jahr 846 vom Tod des "Sigiwinus comes Burdigalensis et Sanctoniciensis", Bordeaux und Saintes, gegen die Wikinger[17]; ein Brief von Abt Lupus von Ferrières an Erzbischof Wenilo von Sens aus 846 beinhaltet, "Ducem Vasconum Siguinum" sei von den "Normannos inter Burdegalam et Santones" getötet worden[18], was die Identität der beiden Personen nahelegt)
      1. Garcia, (keine Erwähnung außerhalb der Charta)

    2. Centulle, (nur als Vater von Loup bekannt)
      1. Loup Centulle († nach 819), (Einhard: "Berengario Tolosæ et Warino Arverni comite" kämpften 819 gegen "Lupus Centulli Wasco", dabei sei Gersand, Loups Bruder, ums Leben gekommen – "in quo et fratrem Garsandum…interitum fuit"[19])
        1. Donat Loup († wohl vor 865), (Vita Hludowici Imperatoris: Kaiser Ludwig der Fromme sandte (wohl 827) "Elisachar abbatem et Hildebrandum comitem…et Donatum", um den Aufstand Aizones in der Spanischen Mark zu unterdrücken, wohl 838 sandte er "Bonifatius comes et Donatus…comes…et Adrebaldus Flaviniacensis monasterii abbas" als missi nach Septimanien[20]), ⚭ Faquila, Tochter wohl von Mansio (siehe oben), ("Dompna Faquilo" gab dem Kloster Saint-Orens de Lavédan Besitz für das Seelenheil von "Mansionis…Donati Lupi comiti…et filiis meis et filias", das Dokument datiert von Dezember wohl 865 und ist mit "Dattonis Donati comitis, Luponis, Luponis Centuli" unterzeichnet[21]) – Nachkommen sind die Grafen von Bigorre
        2. Centulle Loup († um 844), (ohne das Patronym "Loup" nur als Vater von Loup Centulle bekannt)
          1. Loup Centulle († um 905), ("Dompna Faquilo" gab dem Kloster Saint-Orens de Lavedan Besitz für das Seelenheil von "Mansionis…Donati Lupi comiti…et filiis meis et filias", das Dokument datiert von Dezember wohl 865 und ist mit "Dattonis Donati comitis, Luponis, Luponis Centuli" unterzeichnet[22]) – Nachkommen: die Vizegrafen von Béarn

      2. Gersand († 819), (Einhard: "Berengario Tolosæ et Warino Arverni comite" kämpften 819 gegen "Lupus Centulli Wasco", dabei sei Gersand, Loups Bruder, ums Leben gekommen – "in quo et fratrem Garsandum…interitum fuit"[23])

  2. Loup Sanche (vermutlich eher: Sanche Loup), (Ermold Le Noir erwähnt "Loup Sancion" und "Sancion prince des Gascons", der am Hof Karls des Großen erzogen worden sei und ihm Treue geschworen habe[24]) – hier beginnt der zweite belegbare Teil der Stammliste (siehe unten)
    1. Aznar Sanche († 836), Graf im Baskenland, gestorben als Graf der Gascogne nördlich der Pyrenäen (Vasconia), bei Schwennicke ohne Nachkommen
      1. Garcia Aznar, (keine Erwähnung außerhalb der Charta)
        1. Aznar Garcia, (keine Erwähnung außerhalb der Charta)
          1. Loup Aznar, (Flodoard von Reims berichtet, dass "Lupus quoque Acinarius Vasco" 932 Hugo (936 dux Francorum) und König Rudolf (Raoul) Treue schwor)
            1. Aznar, Graf vom Comminges ("Vicecomes…Asnarius" gründete (wohl um 915) das Kloster Peyrissas nach der Rückkehr von einer Romfahrt und unterstellte es dem Schutz der "comiti Comunensis", der Grafen von Comminges, nach Jaurgain, J. de (1898) La Vasconie, étude historique et critique, deuxième partie (Pau), S. 287, der eine "préambule d´une charte de Lézat de 1105 ou environ" zitiert[25]; der Vater des Grafen Arnaldo von Comminges und Couserans († vor 957) hieß vermutlich Aznar, vgl. Haus Comminges, seine Nachfahren sind die Grafen von Carcassonne bis zur Mitte des 11. Jahrhunderts und die Grafen von Foix)

      2. Marie, ⚭ Wandregisel, Graf an der hispanischen Grenze, Nachkomme des Herzogs Eudo von Aquitanien (nur eine Erwähnung: der Herausgeber der Vita Hludowici Imperatoris berichtet in einer Fußnote: "Asenarius comes de Iacca filiam suam Mariam" heiratete "Wandregisilo limitis Hispanici comitis, qui ab Eudone Aquitaniæ ducis genus ducebat", ohne dazu eine Quelle zu nennen[26])

    2. Sanche Sanche, genannt M(end)itarra, 839/852 bezeugt – Nachkommen siehe unten.
    3. Tochter, wohl Sancha, ⚭ Emenon, Graf von Périgord (Gellones), (ihre Filiation ergibt sich aus den Daten zu ihrem Sohn Arnaldus)
      1. Arnaldus († 864), (Die Translatio Reliquiarum S. Faustæ berichtet, Arnaldus habe "apud Gascones…Ducatus" erhalten, er sei "filius cuiusdam comitis Petragoricensis…Imonis" und der Nachfolger von "avunculo suo Sanctioni"[27])

  3. Adela, ⚭ Waifar, Herzog von Aquitanien (X 768), (siehe oben)

Ohne Anschluss:
- Totilo († nach 815), Herzog
- Seguin († nach 816), Herzog (nicht identisch mit dem oben genannte Seguin)
- Donat, (Nachkommen: die Graf von Bailo)
- Guillaume, Graf, wohl Graf von Bordeaux und wohl Herzog von Gascogne (das Chronicon Fontanellense berichtet, man habe "ducem eiusdem Guilhelmum" gefangen genommen, als die Normannen 848 Bordeaux eroberten; sein Tod ist nicht überliefert[28])

## Stammliste für das 9.–11. Jahrhundert
Dieser Abschnitt stammt von Schwennicke und kann als gesichert gelten
1. Sancho
  1. Aznar Sánchez, Graf im Baskenland († 836 als Graf der Gascogne nördlich der Pyrenäen (Vasconia))
  2. Sancho Sánchez, 836/852 Graf
    1.  ? Garcia Sanchez, genannt le Tors, 885/887–904 Graf (Herzog) der Gascogne
      1.  ? Sancho Garcez, Graf († wohl vor 950/955)
        1. Sancho Sanchez
        2. Wilhelm (Guillén) Sanchez († wohl 996), Graf (Herzog) um 970, ⚭ nach 14. Dezember 972 Urraca Garcés Infantin von Navarra († 12. Juli 1041), Tochter von Garcia III. Sanchez, König von Navarra, (Haus Jiménez), Witwe von Fernán González, Graf von Kastilien, (Haus Kastilien)
          1. Bernardo Guillén († 1009 nach 3. April), Graf
          2. Sancho Guillén (992 bezeugt, † 1032), 1009 Graf, um 1026 Herzog der Gascogne
            1. Garcia (Sancha) († vor 1021), ⚭ um 1018 Berenguer Ramón el Curvo († 26. Mai 1035), 1018 Graf von Barcelona, Haus Barcelona
            2. Alausia, ⚭ um 1020 Audouin II., Graf von Angoulême, (Haus Taillefer)
              1.  ? Berenguer († 1036/37), 1032 Herzog der Gascogne

          3. Sancha (Brisca) († vor 1018), ⚭ Anfang 1011 Guillaume III. (V.) le Grand († 31. Januar 1030), 999 Herzog von Aquitanien, Graf von Poitou, (Ramnulfiden)
          4. Gersenda, ⚭ vor Juni 992 Heinrich der Große († 15. Oktober 1002), Herzog von Burgund, (Robertiner)

        3. Gombald, Bischof und Herzog der Gascogne 978
          1. Hugo, Bischof von Agen wohl um 1011 oder um 1022

  3. Sancha, ⚭ Emenon, Graf von Périgueux und Angoulême (Gellones)
    1. Arnaldus († 885/887), Graf (Herzog) der Gascogne

## Die Nachkommen Loups II. (2. Version)
Dieser Abschnitt stammt aus der Charta von Alaon, wie sie bei web.genealogie wiedergegeben wird. Diese Version dient offenbar vor allem dazu, den gaskognischen (und spanischen) Adel in die Stammliste einzubinden: Die Grafen von Armagnac aus dem Haus Lomagne, das Haus Albret, das Grafen von Fézensac, Astarac und Alava, das Haus Comminges mit der Grafschaft Foix, die Könige von Navarra aus dem Haus Jiménez, die Grafen von Aragón aus dem Haus Galíndez, sowie die Grafen von Bigorre und die Vizegrafen von Béarn.

### Die Verbindung zu Alava, Aragón, Béarn, Bigorre, Comminges und Navarra
1. Loup II., Herzog von Gascogne 735–778
  1. Semen/Seguin/Jimeno, Herzog von Gascogne 812–816, ⚭ Onneca[29]
    1. Garcia I., Herzog von Gascogne 816–818
      1. Eneco (Iñigo), Herzog von Navarrais 850–850, ⚭ Semena (Jiména)
        1. Garcia, Herzog von Navarrais 850–852, ⚭ Onneca, Tochter von Musa

      2. Sanche
      3. Semen († 855), Graf von Alavais, ⚭ Sancia, Tochter von Aznar, Graf von Gascogne
        1. Garcia († 860)
        2. Sancho III. Menditarrat (Sancho Sanchez), Herzog von Gascogne 872–893[30]; ⚭ Quisilo, Tochter von Garcia, Graf von Bueil – Nachkommen siehe unten
        3. Dadilde, ⚭ Musa
        4. Vela I., Graf von Alava – Nachkommen: Die Grafen von Alava
        5. Roderich, Graf
          1. Diego, Graf

    2. Eneco (Iñigo)
      1. Onneca, ⚭ Musa ibn Musa (Banu Qasi)
      2. Eneco (Iñigo) Arista, König von Navarra 824–852, ⚭ Onneca – Nachkommen: die Könige von Navarra aus dem Haus Jiménez

    3. Garcia
    4. Fortun, X 842

  2. Sancho I., Herzog von Gascogne 778–812
    1. Aznar I., Graf von Gascogne 819–836
      1. Garcia, Graf von Comminges und Couserans 836–870
        1. Aznar II., Graf von Comminges und Couserans 870–905
          1. Loup-Aznar, Graf von Comminges und Couserans 905–935
            1. Aznar III., Graf von Comminges und Couserans ab 935, tritt zurück und wird Abt von Lezat – vermutliche Nachkommen: das Haus Comminges (Graf Arnaldo von Comminges und Couserans († vor 957), war wohl der Sohn eines Aznar)

      2. Galindo I., Graf von Aragon 836–867 – Nachkommen: das Haus Galíndez (Graf Galindo von Aragón war Sohn von Graf Aznar und Enkel von Galindo, und nicht wie hier Enkel von Sancho)
      3. Sancia, ⚭ Jimeno (Semen), Graf von Alavais († 865)
      4. Matrona, ⚭ Garcia el Malo (der Böse), Graf von Aragon († 844)

    2. Sancia, ⚭ Emenon, Graf von Angoulême († 866), Familie der Wilhelmiden (Gellones)
      1. Arnaud, Herzog von Gascogne 855–864

  3. Centulle († 812)
    1. Loup III., Herzog von Gascogne 812–819, trat zurück
      1. Donat, Graf von Bigorre, ⚭ Faquilo, Tochter von Mancion II. (siehe oben) – Nachkommen: die Grafen von Bigorre
      2. Centulle I., Vicomte de Béarn (819–866) – Nachkommen: die Vizegrafen von Béarn

    2. Garcia (Garsend) († 819)

  4. Donat, Graf von Bueil
    1. Daton, Graf von Bueil († 850)
      1. Garcia, Graf von Bueil
        1. Quisilo, ⚭ Sancho III., Herzog von Gascogne († 893)

  5. Adele; ⚭ Waifar, Herzog von Aquitanien († 768), (siehe oben)

### Die Verbindung zu Albret, Armagnac (und Foix), Astarac, Fézensac etc.
1. Sancho III. Menditarrat (Sancho Sanchez), Herzog von Gascogne 872–893, ⚭ Quisilo, Tochter von Garcia, Graf von Bueil – Vorfahren siehe oben
  1. Garcia II. Le Courbé (Garcia Sanchez), Herzog von Gascogne 893–920, ⚭ Aminiane, Tochter von Guillaume I. Comte de Bordeaux
    1. Sancho IV. (Sancho Garcez), Herzog von Gascogne 920–961
      1. Sancho V. (Sancho Sanchez), Herzog von Gascogne 961–961
      2. Guillén (Guillén Sanchez), Herzog von Gascogne 961–967, ⚭ Urraca Tochter von Garcia, König von Navarra († 1041), (Haus Jiménez)
        1. Gersende, ⚭ 992, geschieden 996 Heinrich der Große, Herzog von Burgund († 1002)
        2. Bernard I. († 1009), 997 Herzog von Gascogne, ⚭ Garcie
        3. Sanche VI. († 1032), 1009 Herzog von Gascogne
          1. Alausie, ⚭ Alduin II. Graf von Angoulême († 1030), (Haus Taillefer)

        4. Brisca, ⚭ 1011 Guillaume V., Herzog von Aquitanien, (Ramnulfiden)

      3. Donat – Nachkommen: Das Haus Lomagne
      4. Aner I., Vicomte de Dax – Nachkommen: Haus Dax
      5. Amanieu
        1. Utzan/Vezian († 978)
          1. Aymon, Vicomte de Bezaume et de Bénauges, ⚭ Rosemberge
            1. Guillaume, Vicomte de Bezaume et de Bénauges
            2. Rodolphe/Artaud, Vicomte de Bénauges et de Bezaume
              1. Amauvine, Vicomtesse de Bénauges et de Bezaume, ⚭ Guillaume I. d’Albret, (Haus Albret)

          2. Amanieu I., Seigneur d’Albret – Nachkommen: Haus Albret

      6. Gombaud († 992), Graf von Agen, dann Bischof von Gascogne, dann Bischof von Toulouse
        1. Hugues, Bischof von Agen

      7. Ezi, Vicomte de Marsan – Nachkommen: Die Vizegrafen von Marsan und Maremne, † 1153

    2. Guillém I., Graf von Fézensac und Armagnac († 960) – Nachkommen: die Grafen von Fézensac
    3. Arnaud I. Nonnat, Graf von Astarac († 960) – Nachkommen: die Grafen von Astarac
    4. Acibella, ⚭ Galindo II., Graf von Aragón († 928)
    5. Garsinde, ⚭ Raymond Pons I., Graf von Toulouse, (Haus Toulouse)